# Giải Video âm nhạc của MTV cho Bài hát của năm
Giải Video âm nhạc của MTV cho Bài hát của năm là giải thưởng hằng năm của giải Video âm nhạc của MTV. Giải thưởng được trao giải lần đầu vào năm 2018 và là một trong những giải thưởng cao quý nhất.

## Danh sách chiến thắng và đề cử
| Năm  | Chiến thắng                                                     | Đề cử khác | Nguồn |
| ---- | --------------------------------------------------------------- | --- | ----- |
| 2018 | Post Malone (ft. 21 Savage) - "Rockstar"                        | - Camila Cabello (ft. Young Thug) – "Havana" - Drake – "God's Plan" - Dua Lipa – "New Rules" - Bruno Mars (featuring Cardi B) – "Finesse (Remix)" - Ed Sheeran – "Perfect"                        | [ 1 ] |
| 2019 | Lil Nas X (featuring Billy Ray Cyrus) — "Old Town Road (Remix)" | - Drake – "In My Feelings" - Ariana Grande — "Thank U, Next" - Jonas Brothers — "Sucker" - Lady Gaga and Bradley Cooper – "Shallow" - Taylor Swift — "You Need to Calm Down"                      | [ 2 ] |
| 2020 | Lady Gaga và Ariana Grande – "Rain on Me"                       | - Doja Cat – "Say So" - Billie Eilish – "Everything I Wanted" - Megan Thee Stallion – "Savage" - Post Malone – "Circles" - Roddy Ricch – "The Box"                                                | [ 3 ] |
| 2021 | Olivia Rodrigo – "Drivers License"                              | - 24kGoldn (ft. Iann Dior) – "Mood" - BTS – "Dynamite" - Cardi B (ft. Megan Thee Stallion) – "WAP" - Dua Lipa – "Levitating" - Bruno Mars, Anderson .Paak, and Silk Sonic – "Leave the Door Open" | [ 4 ] |

## Nghệ sĩ có từ 2 đề cử trở lên
- Ariana Grande
- Bruno Mars
- Cardi B
- Drake
- Dua Lipa
- Lady Gaga
- Megan Thee Stallion
- Post Malone